# Угуций Пизанский
Угу́ций Пиза́нский (лат. Ugutio Pisanus, Huguccio Pisanus, итал. Uguccione da Pisa; ок. 1140, Пиза — 30 апреля 1210, Феррара) — итальянский филолог, лексикограф, правовед и богослов. Епископ Феррары (с 1190).

## Очерк жизни и деятельности
Учился теологии и каноническому праву в Болонском университете, среди предполагаемых учителей — Гандульф Болонский (умер после 1185) и Иоанн Фавентинский (Johannes Faventinus, ум. 1187). Позже преподавал в Болонском университете, среди его учеников — Лотарио (будущий папа Иннокентий III). С 1 мая 1190 года до конца жизни — епископ Феррары.
Из филологических работ Угуция наиболее известна «Книга дериваций» (лат. Liber derivationum, ок. 1200), представляющая собой обширный толковый словарь латинского языка — один из первых, составленных по алфавитному принципу (более поздний известный пример такого рода — Summa grammaticalis Иоанна Генуэзского). Считается, что лексикографическим методом (этимологически родственные слова собраны в «семантические» гнёзда) «Книга дериваций» обязана словарю «Панормия» (1150—1180) Осберна Глостерского. Книга Угуция была чрезвычайно распространена, она сохранилась более чем в 200 средневековых копиях. Содержащая сотни цитат из античных и средневековых авторов, «Книга дериваций» выполняла роль своего рода историко-лингвистической энциклопедии для Данте и Петрарки. Среди других филологических работ Угуция — латинская грамматика Rosarium, небольшой трактат «О сомнительном акценте» (лат. De dubio accentu).
Из теологических работ наиболее известно «Толкование к Апостольскому Символу» (лат. Expositio symboli apostolorum). В «Агиографии» («Agiographia») расписал церковный календарь по дням, в соответствии с чествованиями святых.
В области права наиболее значительный труд Угуция — «Сумма к Декрету Грациана» (лат. Summa in Decretum Gratiani; сохранилась в 45 списках).

## Издания трудов
- Derivationes. Edizione critica princeps a cura di Enzo Cecchini et al. 2 vls. Firenze: Sismel, 2004. XLV, 264 p.; 1311 p. (Edizione nazionale dei testi mediolatini 11)
- Derivationes. Presentazione di Giovanni Nencioni. Firenze, 2000 (факсимиле рукописи: Firenze, Laur. Plut. xxvii sin. 5)
- Summa decretorum I: Distinctiones 1-20, O. Přerovský. Città del Vaticano, 2006 (Monumenta iuris canonici A: Corpus glossatorum 6).
- De dubio accentu, Agiographia, Expositio de symbolo Apostolorum, ed. G. Cremascoli. Spoleto, 1978 (Biblioteca degli Studi Medievali 10).